# 윤치희
윤치희(尹致羲, 본명: 치수(致秀), 1797년 ~ 1866년)는 조선시대의 문신이다. 나중에 치희로 개명하였다. 윤덕영·윤택영 형제의 증조 할아버지였다. 자는 성여(成汝), 호는 금범(錦帆). 시호는 문헌(文獻). 본관은 해평. 윤두수의 손자 윤신지의 7대손이다. 윤명렬(尹命烈)의 아들로 윤경렬(尹敬烈)의 양자로 갔다.
순조 때에 과거에 급제하고 사관(史官)을 거쳐 1834년 홍문관에 발탁되었다. 1838년 태조의 영정을 보완하여 광명전(光明殿)으로 봉안할 때, 집례(執禮)로서 봉안에 참여하여 당상관으로 승진했다. 1842년 대사성을 거쳐 의주시부윤으로 나갔다가 다시 돌아와 부제학 등을 역임하였다. 이후 형조판서에 승진, 예조판서 겸 존호도감제조(尊號都監提調), 한성부판윤을 지냈으며 청나라에 파견될 동지사로 선발, 청나라에 다녀왔다. 55년 형조판서, 56년 함경도관찰사를 지내고, 1863년 중추부지사로 진주사(陳奏使)가 되어 청나라에 다녀왔다. 귀국후 공조판서가 되었다. 그 뒤 은퇴하여 봉조하가 되었으며 사후 1900년 6월 대광보국숭록대부 의정부영의정에 추증되었다.

## 가계
- 친증조부 : 윤득일(尹得一)
  - 친조부 : 윤면동(尹冕東)
    - 친아버지 : 윤명렬(尹命烈), 생부 윤기동(尹紀東)
      - 친동생 : 윤치영(尹致英, 1803년 ~ 1856년)
- 양증조부 : 윤득영(尹得寧)
  - 양조부 : 윤백동(尹百東)
    - 양아버지 : 윤경렬(尹敬烈)
      - 부인 : 정경부인 조씨(貞敬夫人 趙氏, 1794년 ~ 1875년) : 풍양 조씨
        - 장남 : 윤정선(尹定善, 1826년 ~ 1865년)
        - 장자부 : 정부인 김씨(貞夫人 金氏, 1824년 ~ 1869년) : 광산 김씨
          - 양손자 : 윤민구(尹敏求, 1855년 ~ 1935년)

        - 차남 : 윤용선(尹容善, 1829년 ~ 1904년)
        - 차자부 : 정경부인 김씨(貞敬夫人 金氏 1826년 ~ 1879년) : 안동 김씨
          - 양손자 : 윤철구(尹徹求, 1851년 ~ ?), 생부는 윤위선(尹爲善)

        - 장녀 : 정빈 윤씨(貞嬪 尹氏, 1833년 ~ ?), 조선 헌종의 후궁

## 저서
- 편저서 《난초(爛抄)》
- 《박물지(博物誌)》